# قناة رابعة
قناة رابعة هي قناة مصرية [محل شك] مؤيدة لجماعة الإخوان المسلمين، وبدأت البث في العام 2013 من تركيا. اشتهرت القناة في العام 2015 حين بثت بيانًا من حركة العقاب الثوري دعت فيه الحركة لإخلاء الأجانب من مصر. أغلقت القناة في نفس العام الذي بثت فيه البيان.

## مصدر
1. ↑  "قناة "إخوانية" من تركيا". 9 ديسمبر 2013. مؤرشف من الأصل في 2019-12-12. اطلع عليه بتاريخ 2019-03-17 – عبر سكاي نيوز عربية.
2. ↑  بالفيديو.. خبير استراتيجى: بيان قناة رابعة يعطى لمصر الحق بقتالهم دوليا |اليوم السابع نسخة محفوظة 04 أغسطس 2016 على موقع واي باك مشين.
3. ↑  البيان التحريضي في قناة رابعة الإخوانية باسم حركة العقاب الثوري. يوتيوب "نسخة مؤرشفة". مؤرشف من الأصل في 2020-01-15. اطلع عليه بتاريخ 2020-05-11.{{استشهاد ويب}}:  صيانة الاستشهاد: BOT: original URL status unknown (link)
4. ↑  "بالفيديو.. وجدي غنيم يعلن توقف قناة "رابعة"". 22 أغسطس 2015. مؤرشف من الأصل في 2019-12-12. اطلع عليه بتاريخ 2019-01-17 – عبر الوفد.